# Corriente Patria Libre
Patria Libre fue una organización política argentina, vinculada a las corrientes de izquierda.
Fue fundada en el mes de noviembre de 1987 en la ciudad de Córdoba por el dirigente Humberto Tumini, a partir de la confluencia de diferentes sectores, en especial la Corriente Frentista de Liberación del Partido Intransigente y la Corriente de Unidad Popular. Su ideología, si bien se puede calificar genéricamente como de izquierda, se encuadra dentro del nacionalismo revolucionario.
Fue miembro integrante y fundador del Frente Amplio de Liberación Nacional (FRAL) junto con el marxista Partido Comunista y otros partidos políticos. También fue parte de la primitiva organización de la coalición Izquierda Unida.
Durante los años 90, desarrolló una intensa labor de resistencia a las políticas del por entonces Presidente Carlos Menem, identificándose rápidamente como la "izquierda dura".
A partir del 2001 impulsó la creación del movimiento social colectivista Barrios de Pie, que alcanzó un importante desarrollo en los años siguientes. En 2006, la organización se disolvió, conformando junto a Barrios de Pie el Movimiento Libres del Sur.